# 159799 Kralice
159799 Kralice è un asteroide della fascia principale. Scoperto nel 2003, presenta un'orbita caratterizzata da un semiasse maggiore pari a 2,7182242 UA e da un'eccentricità di 0,0868359, inclinata di 12,64369° rispetto all'eclittica.